# Heineken Cup 2004-2005
Heineken Cup 2004-05 (in inglese 2004-05 Heineken Cup; in francese Coupe d'Europe de rugby à XV 2004-05) fu la 10ª edizione della massima competizione europea per club di rugby a 15.
Si tenne dal 22 ottobre 2004 al 25 maggio 2005 tra 24 squadre provenienti da Francia, Inghilterra, Galles, Irlanda, Italia e Scozia nel consolidato formato di sei gironi da quattro squadre ciascuno con passaggio ai quarti della vincitrice di ogni girone più le due migliori seconde;
La finale, che coincise con il decimo anniversario dell'istituzione della competizione, fu vinta per la terza volta da Tolosa che sconfisse i connazionali del Stade français per 18-12 nella finale di Murrayfield a Edimburgo, per la prima volta ospite dell'ultimo atto della competizione.
Il valore delle marcature, come stabilito dall’IRFB nel 1992, era: 5 punti per ciascuna meta (7 se trasformata), 3 punti per la realizzazione di ciascun calcio piazzato, idem per il drop.

## Formula
Le squadre furono ripartite in sei gironi da quattro squadre ciascuno.
Ai quarti di finale accedettero la prima classificata di ciascuno dei sei gironi più le due seconde migliori classificate per punteggio e differenza punti marcati.
Il punteggio ai fini della classifica fu quello a bonus dell'Emisfero Sud, che per ogni partita prevede:
- 4 punti per la vittoria
- 2 punti ciascuno per il pareggio
- 0 punti per la sconfitta
- 1 punto aggiuntivo per la o le squadre che realizzino almeno 4 mete
- 1 eventuale punto per la squadra sconfitta con sette o meno punti di scarto.

Le squadre prime classificate, in ordine decrescente di punteggio in classifica e, a parità di esso, di differenza punti marcati/subiti, occuparono i posti del seeding da 1 a 6; le seconde classificate, ordinate secondo lo stesso criterio, i posti 7 e 8.
I quarti di finale videro le squadre con il ranking da 1 a 4 affrontare in gara unica sul proprio campo quelle con seeding rispettivamente da 8 a 5 secondo il seguente ordine:
1. seeding 1 – seeding 8
2. seeding 2 – seeding 7
3. seeding 3 – seeding 6
4. seeding 4 – seeding 5

Le due semifinali, fatto salvo il diritto di campo interno per la squadra con il seeding migliore, furono:
1. vincitore QF1 – Vincitore QF2
2. vincitore QF3 – Vincitore QF4

La finale si tenne in gara unica allo stadio di Murrayfield a Edimburgo.

## Squadre partecipanti
| Girone A                   | Girone B                   | Girone C                   |
| -------------------------- | -------------------------- | -------------------------- |
| Biarritz (Francia)         | Bath (Inghilterra)         | Glasgow (Scozia)           |
| Calvisano (Italia)         | Benetton (Italia)          | Llanelli Scarlets (Galles) |
| Leicester (Inghilterra)    | Bourgoin-Jallieu (Francia) | Northampton (Inghilterra)  |
| London Wasps (Inghilterra) | Leinster (Irlanda)         | Tolosa (Francia)           |
| Girone D                   | Girone E                   | Girone F                   |
| Castres (Francia)          | Edimburgo (Scozia)         | Cardiff Blues (Galles)     |
| Harlequins (Inghilterra)   | Newcastle (Inghilterra)    | Gloucester (Inghilterra)   |
| Munster (Irlanda)          | Newport G.D. (Galles)      | Stade français (Francia)   |
| Ospreys (Galles)           | Perpignano (Francia)       | Ulster (Irlanda)           |

## Fase a gironi

### Girone A
|            | Incontri              |       |
| ---------- | --------------------- | ----- |
| 23-10-2004 | Leicester – Calvisano | 37-6  |
| 24-10-2004 | Wasps – Biarritz      | 25-12 |
| 30-10-2004 | Calvisano – Wasps     | 22-31 |
| 30-10-2004 | Biarritz – Leicester  | 23-8  |
| 4-12-2004  | Biarritz – Calvisano  | 41-10 |
| 5-12-2004  | Wasps – Leicester     | 31-37 |
| 11-12-2004 | Calvisano – Biarritz  | 17-48 |
| 12-12-2004 | Leicester – Wasps     | 35-27 |
| 9-1-2005   | Leicester – Biarritz  | 17-21 |
| 9-1-2005   | Wasps – Calvisano     | 45-14 |
| 15-1-2005  | Biarritz – Wasps      | 18-15 |
| 15-1-2005  | Calvisano – Leicester | 10-42 |

#### Classifica
| Pos | Squadra      | G | V | N | P | PF  | PS  | P±   | BP | PT |
| --- | ------------ | - | - | - | - | --- | --- | ---- | -- | -- |
| A1  | Biarritz     | 6 | 5 | 0 | 1 | 163 | 92  | 71   | 2  | 22 |
| A2  | Leicester    | 6 | 4 | 0 | 2 | 196 | 118 | 78   | 3  | 19 |
| A3  | London Wasps | 6 | 3 | 0 | 3 | 174 | 138 | 36   | 4  | 16 |
| A4  | Calvisano    | 6 | 0 | 0 | 6 | 79  | 264 | −185 | 0  | 0  |

### Girone B
|            | Incontri                    |       |
| ---------- | --------------------------- | ----- |
| 23-10-2004 | Bath – Bourgoin-Jallieu     | 22-12 |
| 23-10-2004 | Benetton – Leinster         | 9-25  |
| 29-10-2004 | Bourgoin-Jallieu – Benetton | 0-34  |
| 30-10-2004 | Leinster – Bath             | 30-11 |
| 4-12-2004  | Benetton – Bath             | 29-23 |
| 4-12-2004  | Leinster – Bourgoin-Jallieu | 92-17 |
| 10-12-2004 | Bourgoin-Jallieu – Leinster | 23-26 |
| 11-12-2004 | Bath – Benetton             | 47-7  |
| 8-1-2005   | Bath – Leinster             | 23-29 |
| 8-1-2005   | Benetton – Bourgoin-Jallieu | 40-29 |
| 15-1-2005  | Leinster – Benetton         | 57-17 |
| 15-1-2005  | Bourgoin-Jallieu – Bath     | 17-23 |

#### Classifica
| Pos | Squadra          | G | V | N | P | PF  | PS  | P±   | BP | PT |
| --- | ---------------- | - | - | - | - | --- | --- | ---- | -- | -- |
| B1  | Leinster         | 6 | 6 | 0 | 0 | 257 | 100 | 157  | 2  | 26 |
| B2  | Bath             | 6 | 3 | 0 | 3 | 149 | 122 | 27   | 3  | 15 |
| B3  | Benetton         | 6 | 3 | 0 | 3 | 136 | 181 | −45  | 2  | 14 |
| B4  | Bourgoin-Jallieu | 6 | 0 | 0 | 6 | 98  | 237 | −139 | 2  | 2  |

### Girone C
|            | Incontri               |       |
| ---------- | ---------------------- | ----- |
| 23-10-2004 | Scarlets – Tolosa      | 6-9   |
| 24-10-2004 | Glasgow – Northampton  | 9-13  |
| 29-10-2004 | Tolosa – Glasgow       | 43-17 |
| 30-10-2004 | Northampton – Scarlets | 25-3  |
| 4-12-2004  | Northampton – Tolosa   | 23-21 |
| 5-12-2004  | Glasgow – Scarlets     | 26-29 |
| 11-12-2004 | Tolosa – Northampton   | 25-12 |
| 12-12-2004 | Scarlets – Glasgow     | 38-22 |
| 7-1-2005   | Glasgow – Tolosa       | 10-30 |
| 9-1-2005   | Scarlets – Northampton | 20-22 |
| 14-1-2005  | Northampton – Glasgow  | 33-23 |
| 14-1-2005  | Tolosa – Scarlets      | 53-36 |

#### Classifica
| Pos | Squadra           | G | V | N | P | PF  | PS  | P±  | BP | PT |
| --- | ----------------- | - | - | - | - | --- | --- | --- | -- | -- |
| C1  | Tolosa            | 6 | 5 | 0 | 1 | 181 | 104 | 77  | 4  | 24 |
| C2  | Northampton       | 6 | 5 | 0 | 1 | 128 | 101 | 27  | 1  | 21 |
| C3  | Llanelli Scarlets | 6 | 2 | 0 | 4 | 119 | 137 | −18 | 4  | 12 |
| C4  | Glasgow           | 6 | 0 | 0 | 6 | 120 | 206 | −86 | 2  | 2  |

### Girone D
|            | Incontri             |       |
| ---------- | -------------------- | ----- |
| 23-10-2004 | Munster – Harlequins | 15-9  |
| 23-10-2004 | Castres – Ospreys    | 38-17 |
| 30-10-2004 | Harlequins – Castres | 23-23 |
| 31-10-2004 | Ospreys – Munster    | 18-20 |
| 3-12-2004  | Castres – Munster    | 19-12 |
| 5-12-2004  | Ospreys – Harlequins | 24-7  |
| 11-12-2004 | Harlequins – Ospreys | 19-46 |
| 11-12-2004 | Munster – Castres    | 36-8  |
| 8-1-2005   | Castres – Harlequins | 58-13 |
| 8-1-2005   | Munster – Ospreys    | 20-10 |
| 15-1-2005  | Harlequins – Munster | 10-18 |
| 15-1-2005  | Ospreys – Castres    | 20-11 |

#### Classifica
| Pos | Squadra    | G | V | N | P | PF  | PS  | P±   | BP | PT |
| --- | ---------- | - | - | - | - | --- | --- | ---- | -- | -- |
| D1  | Munster    | 6 | 5 | 0 | 1 | 121 | 74  | 47   | 2  | 22 |
| D2  | Castres    | 6 | 3 | 1 | 2 | 157 | 121 | 36   | 2  | 16 |
| D3  | Ospreys    | 6 | 3 | 0 | 3 | 135 | 115 | 20   | 2  | 14 |
| D4  | Harlequins | 7 | 0 | 1 | 6 | 81  | 184 | −103 | 1  | 3  |

### Girone E
|            | Incontri                  |       |
| ---------- | ------------------------- | ----- |
| 22-10-2004 | Perpignano – Edimburgo    | 23-0  |
| 23-10-2004 | Newport G.D. – Newcastle  | 6-10  |
| 31-10-2004 | Edimburgo – Newport G.D.  | 13-17 |
| 31-10-2004 | Newcastle – Perpignano    | 19-14 |
| 4-12-2004  | Newport G.D. – Perpignano | 27-14 |
| 5-12-2004  | Newcastle – Edimburgo     | 34-24 |
| 11-12-2004 | Edimburgo – Newcastle     | 10-13 |
| 11-12-2004 | Perpignano – Newport G.D. | 32-9  |
| 8-1-2005   | Newport G.D. – Edimburgo  | 48-5  |
| 8-1-2005   | Perpignano – Newcastle    | 33-12 |
| 16-1-2005  | Edimburgo – Perpignano    | 40-17 |
| 16-1-2005  | Newcastle – Newport G.D.  | 25-17 |

#### Classifica
| Pos | Squadra      | G | V | N | P | PF  | PS  | P±  | BP | PT |
| --- | ------------ | - | - | - | - | --- | --- | --- | -- | -- |
| E1  | Newcastle    | 6 | 5 | 0 | 1 | 113 | 104 | 9   | 1  | 21 |
| E2  | Perpignano   | 6 | 3 | 0 | 3 | 133 | 107 | 26  | 3  | 15 |
| E3  | Newport G.D. | 6 | 3 | 0 | 3 | 124 | 99  | 25  | 3  | 15 |
| E4  | Edimburgo    | 6 | 1 | 0 | 5 | 92  | 152 | −60 | 3  | 7  |

### Girone F
|            | Incontri                    |       |
| ---------- | --------------------------- | ----- |
| 22-10-2004 | Ulster – Blues              | 21-16 |
| 23-10-2004 | Stade français – Gloucester | 39-31 |
| 29-10-2004 | Blues – Stade français      | 15-38 |
| 30-10-2004 | Gloucester – Ulster         | 55-13 |
| 4-12-2004  | Stade français – Ulster     | 30-10 |
| 4-12-2004  | Gloucester – Blues          | 23-19 |
| 11-12-2004 | Ulster – Stade français     | 18-10 |
| 11-12-2004 | Blues – Gloucester          | 16-23 |
| 7-1-2005   | Ulster – Gloucester         | 14-12 |
| 7-1-2005   | Stade français – Blues      | 35-16 |
| 16-1-2005  | Blues – Ulster              | 16-12 |
| 16-1-2005  | Gloucester – Stade français | 0-27  |

#### Classifica
| Pos | Squadra        | G | V | N | P | PF  | PS  | P±  | BP | PT |
| --- | -------------- | - | - | - | - | --- | --- | --- | -- | -- |
| F1  | Stade français | 6 | 5 | 0 | 1 | 179 | 90  | 89  | 3  | 23 |
| F2  | Gloucester     | 6 | 3 | 0 | 3 | 144 | 128 | 16  | 2  | 14 |
| F3  | Ulster         | 6 | 3 | 0 | 3 | 88  | 139 | −51 | 1  | 13 |
| F4  | Cardiff Blues  | 6 | 1 | 0 | 5 | 98  | 152 | −54 | 3  | 7  |

## Seedingdopo la fase a gironi
| Pos | Squadra        | G | V | N | P | PF  | PS  | DP   | BMP | Pt |
| --- | -------------- | - | - | - | - | --- | --- | ---- | --- | -- |
| 1   | Leinster       | 6 | 6 | 0 | 0 | 257 | 100 | +157 | 2   | 26 |
| 2   | Tolosa         | 6 | 5 | 0 | 1 | 181 | 104 | +77  | 4   | 24 |
| 3   | Stade français | 6 | 5 | 0 | 1 | 179 | 90  | +89  | 3   | 23 |
| 4   | Biarritz       | 6 | 5 | 0 | 1 | 163 | 92  | +71  | 2   | 22 |
| 5   | Munster        | 6 | 5 | 0 | 1 | 121 | 74  | +47  | 2   | 22 |
| 6   | Newcastle      | 6 | 5 | 0 | 1 | 113 | 104 | +9   | 1   | 21 |
| 7   | Northampton    | 6 | 5 | 0 | 1 | 128 | 101 | +27  | 1   | 21 |
| 8   | Leicester      | 6 | 4 | 0 | 2 | 196 | 118 | +78  | 3   | 19 |
| 9   | Castres        | 6 | 3 | 1 | 2 | 157 | 121 | +36  | 2   | 16 |
| 10  | Bath           | 6 | 3 | 0 | 3 | 149 | 122 | +27  | 3   | 15 |
| 11  | Perpignano     | 6 | 3 | 0 | 3 | 133 | 107 | +26  | 3   | 15 |
| 12  | Gloucester     | 6 | 3 | 0 | 3 | 144 | 128 | +16  | 2   | 14 |

## Play-off
|  | Quarti di finale | Quarti di finale | Quarti di finale |                |                | Semifinali     | Semifinali | Semifinali |  |  | Finale | Finale | Finale |  |
|  |                  |                  |                  |                |                |                |            |            |  |  |        |        |        |  |
|  | 1                | Leinster         | 13               |                |                |                |            |            |  |  |        |        |        |  |
|  | 1                | Leinster         | 13               |                |                |                |            |            |  |  |        |        |        |  |
|  | 8                | Leicester        | 29               |                |                |                |            |            |  |  |        |        |        |  |
|  | 8                | Leicester        | 29               |                | Leicester      | Leicester      | 19         |            |  |  |        |        |        |  |
|  |                  |                  |                  |                | Leicester      | Leicester      | 19         |            |  |  |        |        |        |  |
|  |                  |                  | Tolosa           | Tolosa         | 27             |                |            |            |  |  |        |        |        |  |
|  | 2                | Tolosa           | Tolosa           | Tolosa         | 27             | 37             |            |            |  |  |        |        |        |  |
|  | 2                | Tolosa           |                  |                |                |                |            |            |  |  |        |        |        |  |
|  | 7                | Northampton      | 9                |                |                |                |            |            |  |  |        |        |        |  |
|  | 7                | Northampton      | 9                |                | Tolosa         | Tolosa         | 18         |            |  |  |        |        |        |  |
|  |                  |                  |                  |                |                |                |            |            |  |  |        |        |        |  |
|  |                  |                  | Stade français   | Stade français | 12             |                |            |            |  |  |        |        |        |  |
|  | 3                | Stade français   | Stade français   | Stade français | 12             | 48             |            |            |  |  |        |        |        |  |
|  | 3                | Stade français   |                  |                |                |                |            |            |  |  |        |        |        |  |
|  | 6                | Newcastle        | 8                |                |                |                |            |            |  |  |        |        |        |  |
|  | 6                | Newcastle        | 8                |                | Stade français | Stade français | 20         |            |  |  |        |        |        |  |
|  |                  |                  |                  |                | Stade français | Stade français | 20         |            |  |  |        |        |        |  |
|  |                  |                  | Biarritz         | Biarritz       | 17             |                |            |            |  |  |        |        |        |  |
|  | 4                | Biarritz         | Biarritz         | Biarritz       | 17             | 19             |            |            |  |  |        |        |        |  |
|  | 4                | Biarritz         |                  |                |                |                |            |            |  |  |        |        |        |  |
|  | 5                | Munster          | 10               |                |                |                |            |            |  |  |        |        |        |  |

### Quarti di finale
| Arbitro: | Nigel Williams |

|                                              |      |                     |
| Michalak 21’ Heymans 32’ Clerc 49’ Labit 68’ | mt   |                     |
| Élissalde 21’, 32’, 49’, 68’                 | tr   |                     |
| Michalak 43’, 56’                            | c.p. | 27’, 37’, 46’ Drahm |
| Michalak 41’                                 | drop |                     |

| Arbitro: | Alain Rolland |

|                                                           |      |           |
| Blin 9’, 18’ Sarraméa 30’, 78’, 79’ Poulain 63’ Arias 68’ | mt   | 72’ Burke |
| D. Skrela 18’, 30’, 63’ Liebenberg 18’, 78’               | tr   |           |
| D. Skrela 2’                                              | c.p. | 14’ Burke |

| Arbitro: | Joël Jutge |

|                  |      |                              |
| Horgan 73’       | mt   | 32’ O. Smith 56’ Gibson      |
| Holwell 73’      | tr   | 32’, 56’ An. Goode           |
| Holwell 17’, 55’ | c.p. | 11’, 30’, 40’, 64’ An. Goode |
|                  | drop | 67’ An. Goode                |

| Arbitro: | Chris White |

|                                |      |                |
| Gaitán 15’                     | mt   | 45’ D. Wallace |
| D. Yachvili 15’                | tr   | 45’ P. Burke   |
| D. Yachvili 12’, 30’, 40’, 59’ | c.p. | 67’ P. Burke   |

### Semifinali
| Arbitro: | Tony Spreadbury |

|                           |      |                               |
| Fillol 72’ Dominici 80+5’ | mt   | 64’ Traille                   |
| Fillol 72’, 80'+5’        | tr   |                               |
| Fillol 27’, 50’           | c.p. | 7’, 17’, 24’, 53’ D. Yachvili |

| Arbitro: | Alain Rolland |

|                              |      |                                    |
| Varndell 80+4’               | mt   | 2’ Maka 49’ Élissalde 73’ Michalak |
| An. Goode 80+4’              | tr   | 2’, 50’, 73’ Élissalde             |
| An. Goode 10’, 26’, 33’, 59’ | c.p. | 15’, 64’ Élissalde                 |

### Finale
| Arbitro: | Chris White |

|                                           |      |                              |
| Élissalde 24’, 33’, 50’ Michalak 79’, 82’ | c.p. | 12’, 15’, 29’, 43’ D. Skrela |
| Michalak 92’                              | drop |                              |